# Shahr-e Sukhteh
Shahr-e Sukhteh (persiska: شهر سوخته, som betyder "Brända staden") är belägen i Helmandflodens delta i Sistanbäckenet i östra Iran. Den ligger i provinsen Sistan och Baluchistan och delprovinsen Hamun, 57 km väster om vägen mellan Zabol och Zahedan.
På denna plats fanns på 4000-talet f. Kr. en av de största stadsbildningarna mellan Indien och Persien. Den registrerades på Unescos världsarvslista år 2014.

## Bilder

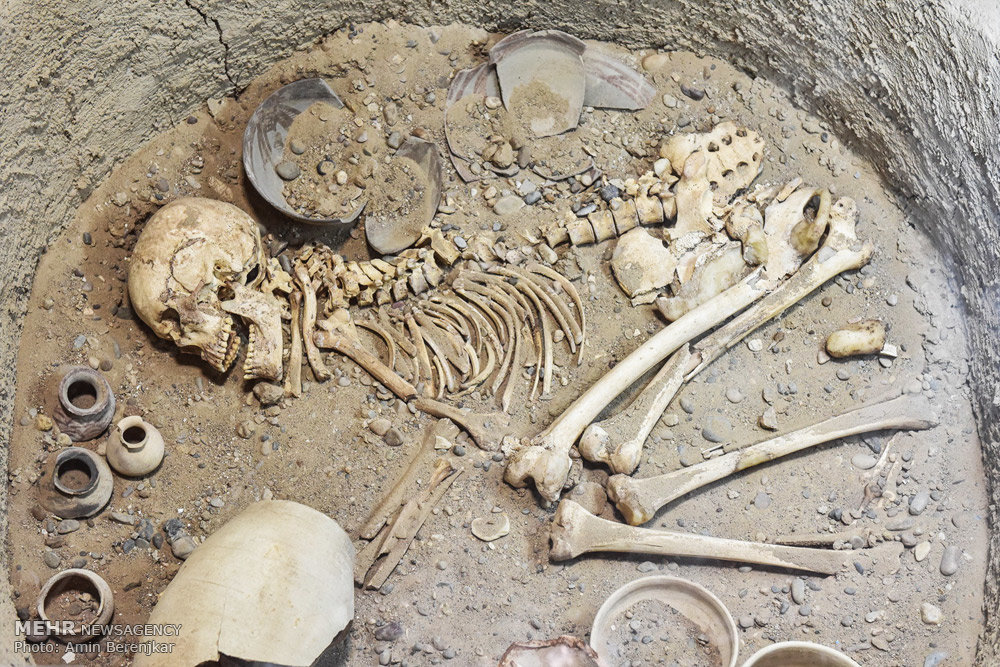
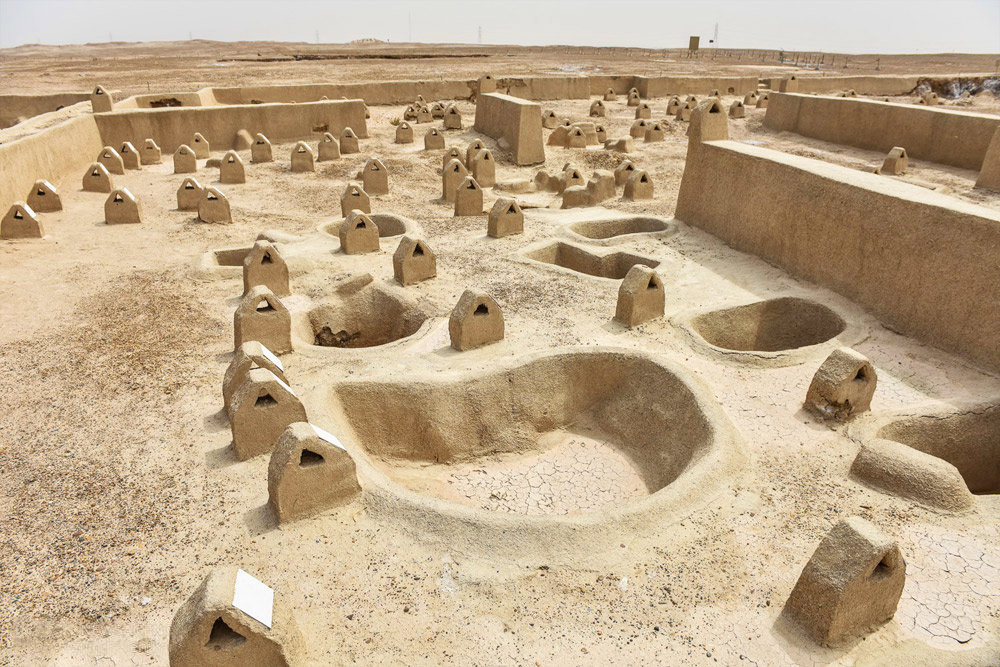
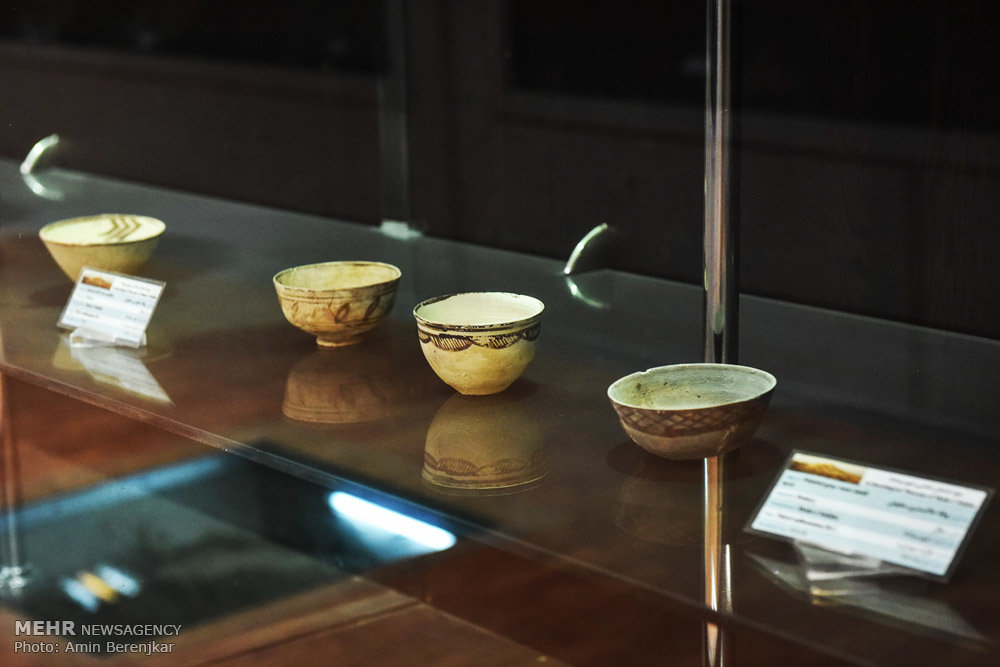
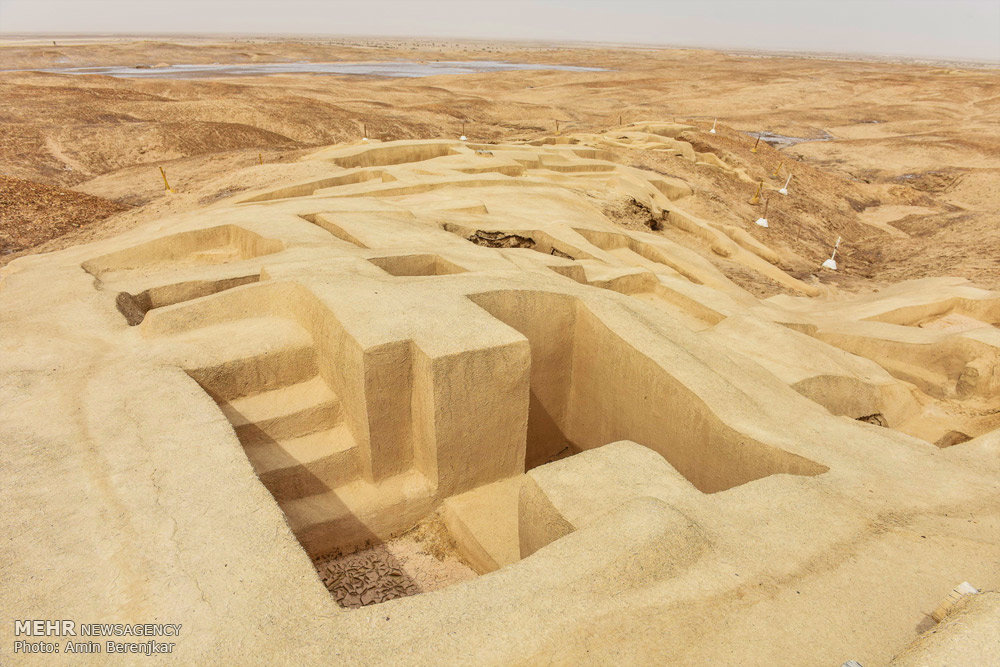
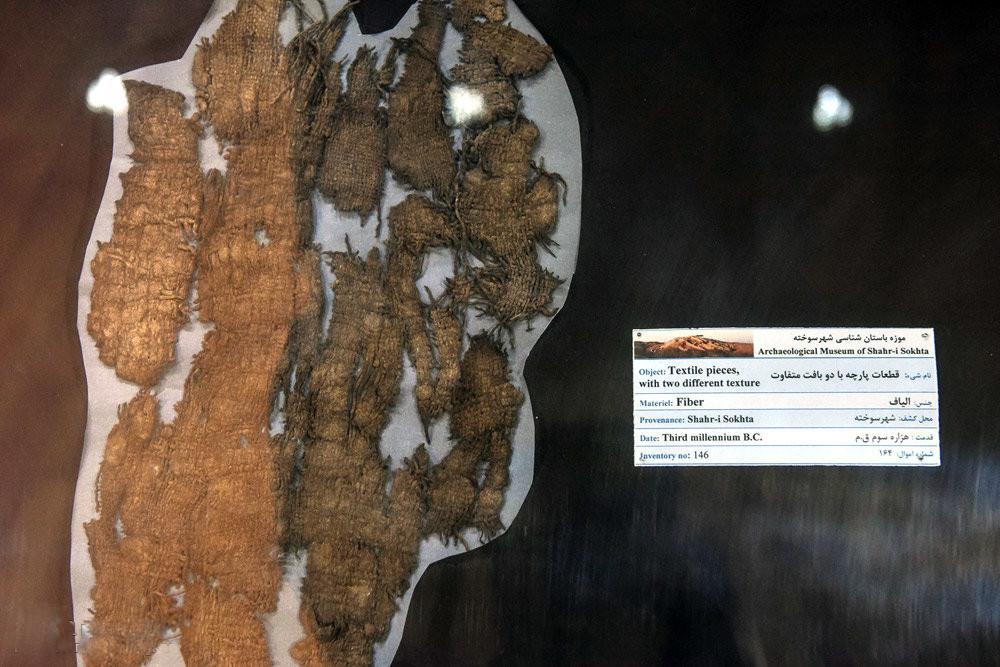